# Serra de Cal Queta
La Serra de Cal Queta és una serra situada al municipi de Copons (Anoia), amb una elevació màxima de 591 metres.